# 에반 스피겔

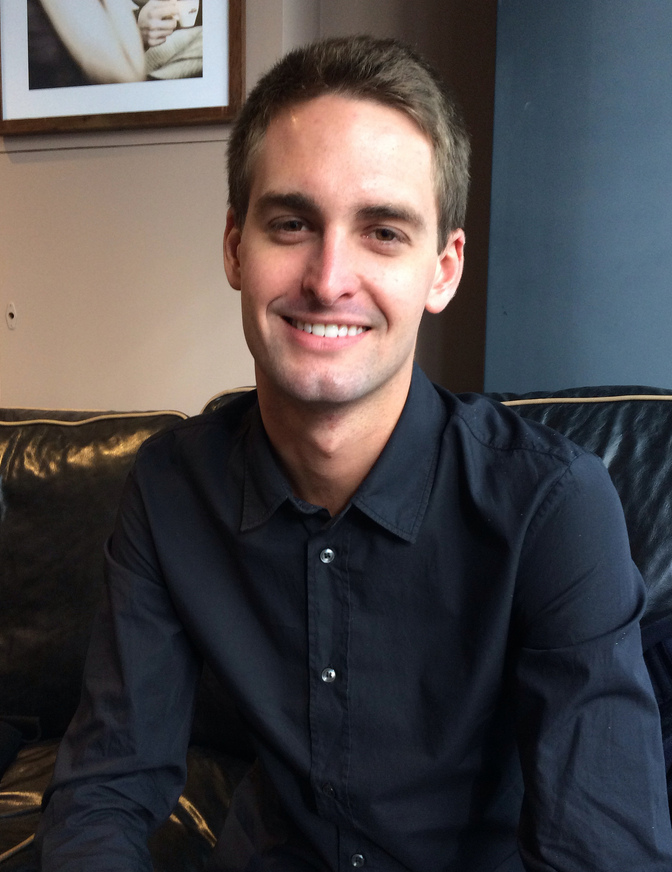
2013년 모습

에반 스피겔(Evan Spiegel, 본명: Evan Thomas Spiegel, 1990년 6월 4일 ~ )은 미국 사업가이자 스냅(Snap Inc.)의 공동 창립자이자 CEO이다. 스피겔은 2015년 기준 세계에서 가장 어린 억만장자였다. 2023년 3월 기준 포브스에 따르면 그의 개인 순자산은 27억 달러에 달한다.

## 어린 시절과 교육
스피겔은 캘리포니아주 로스앤젤레스에서 변호사 존 W. 스피겔과 멜리사 앤 토머스(Melissa Ann Thomas) 사이에서 태어났다. 그는 캘리포니아주 퍼시픽팰리세이즈(Pacific Palisades)에서 자랐으며 그곳에서 성공회 신자로 자랐다. 그는 샌타모니카의 예술과학 크로스로즈스쿨(Crossroads School for Arts and Sciences)에서 교육을 받았으며 스탠퍼드 대학교에 다녔다.
스피겔은 고등학교 재학 중 오티스 예술 디자인 대학에서 디자인 수업을 들었고, 스탠포드에 입학하기 전 여름에는 패서디나에 있는 아트 센터 디자인 대학에서 디자인 수업을 들었다. 그는 또한 레드불 (기업)에서 영업 분야에서 무급 인턴십을 했다. 학생 시절 그는 생의학 회사의 유급 인턴으로 일했고, 남아프리카 케이프타운과 인튜이트(Intuit)의 TxtWeb 프로젝트에서 직업 강사로 일했다. 스피겔은 카파 시그마(Kappa Sigma) 형제회 회원이다.